# Séminaire Marx au XXIe siècle

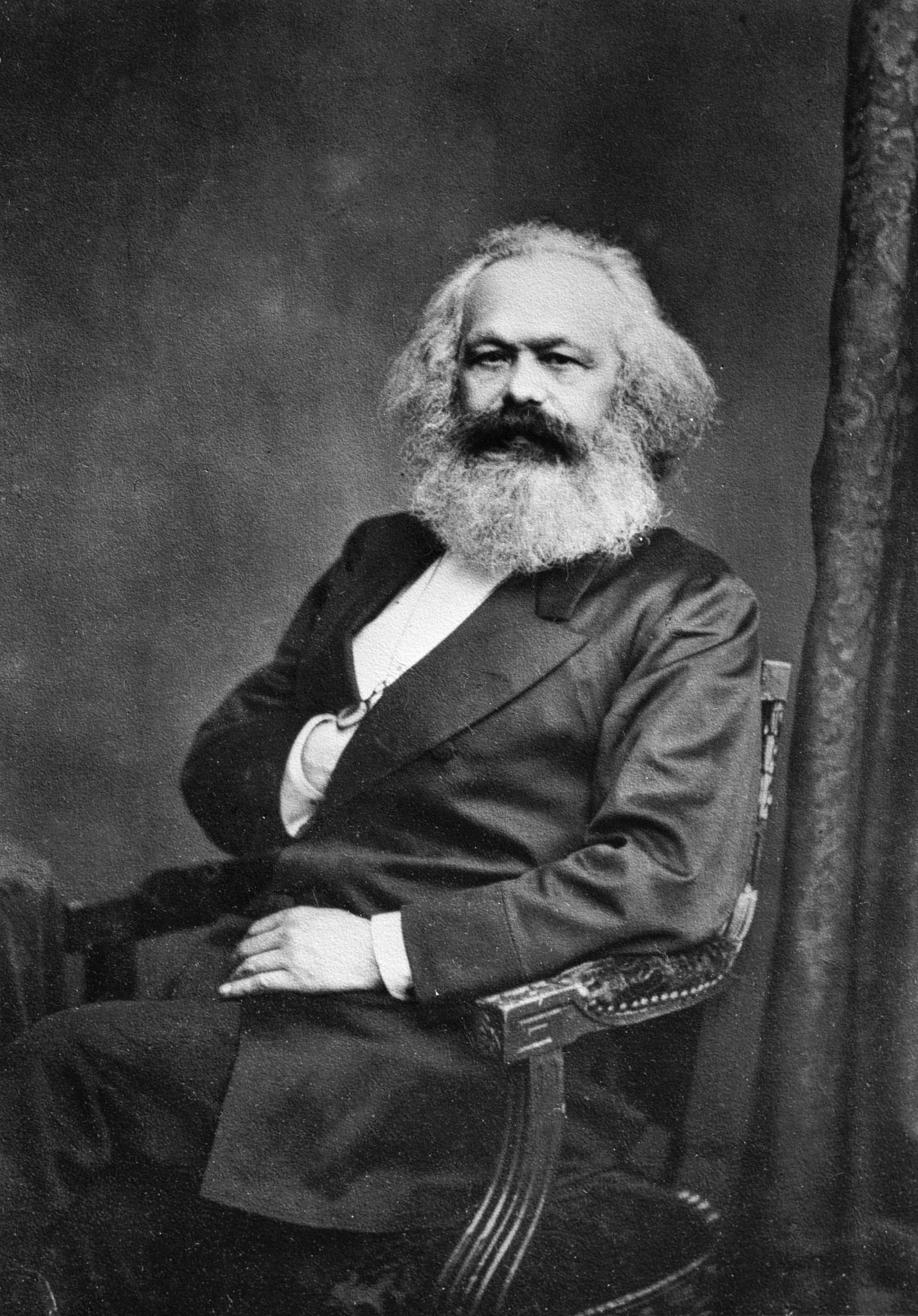
Karl Marx (1818-1883).

Le Séminaire Marx au XXIe siècle, sous-titré L'Esprit et la Lettre, est un séminaire de philosophie politique organisé à l'université Panthéon-Sorbonne de 2006 à 2023, à l'origine sous la responsabilité du philosophe français Jean Salem puis, à partir de 2013, de l'économiste Rémy Herrera.

## Présentation
En septembre 2006, le master de la Sorbonne dirigé par Jean Salem, intègre le séminaire Marx au XXIe siècle créé en 2005 par Gilbert Achcar, Emmanuel Barot, Sophie Béroud, Sebastien Budgen, Vincent Charbonnier, Jean-Numa Ducange, Isabelle Garo, Stathis Kouvélakis, Olivier Pascault et André Tosel.
Il réunit des universitaires et des écrivains issus de différents pays, dans le but de faire le point sur la pensée marxiste contemporaine de manière pluridisciplinaire mais aussi dans une perspective militante de critique sociale,.
Le séminaire est organisé avec le soutien du Centre d'études en rhétorique, philosophie et histoire des idées (CERPHI) de l'École normale supérieure de Lyon, ainsi que du Centre d'histoire des systèmes de pensée modernes (CHSPM), du Cercle universitaire d'études marxistes (CUEM) de la Sorbonne et de la revue Contretemps. Il est animé à l'origine par Jean Salem, Isabelle Garo et Stathis Kouvélakis. 
Les vidéos du séminaire sont diffusées par les Films de l'An 2, et sont filmées dans un premier temps par la cinéaste Maria Koleva.
À la suite du départ à la retraite de Jean Salem en 2013, l'économiste Rémy Herrera, chercheur au CNRS, coordonne le séminaire avec l'aide de Laurent Jaffro, Jean Dellemotte et François Morvan du Laboratoire PHARE (Philosophie, histoire et représentations de l'économie),.
En 2015, Isabelle Garo et Jean-Numa Ducange dirigent Marx Politique, un ouvrage écrit en proximité avec le séminaire Marx au XXIe siècle.
Le 4 octobre 2023, Rémy Herrera met fin au séminaire après la publication d'une lettre d'accusation anonyme. Le CUEM accuse les autorités universitaires dans un communiqué, démenti par la présidente de l'université ainsi que le directeur du laboratoire Phare.

## Programme des séminaires depuis 2011

### 2011
- Christophe Miqueu : Républicanisme : une catégorie plurielle
- Vincent Bourdeau : Économie politique ou économie morale des républicains ? Débats historiographiques et questions philosophiques au sujet de l'économie politique dans la deuxième moitié du XVIIIe siècle
- Juliette Grange : Tradition républicaine ?
- Jean-Numa Ducange : Fonder le républicanisme socialiste : Jean Jaurès et la Révolution française
- Françoise Brunel : La politique sociale de l’An II : un collectivisme individualiste
- Yannick Bosc : Républicanisme et protection sociale : l’opposition Paine-Condorcet
- Jean Batou : L’accumulation primitive au XXIe siècle
- Gilbert Achcar : Marx et l'Orientalisme
- Manlio Graziano : Le rôle politique de l’Église catholique dans le monde : géopolitique des religions
- Nicolas Vieillescazes : Le marxisme de Fredric Jameson
- Tom Rockmore : Interprétations marxistes de Hegel
- Roland Pfefferkorn : Rapports sociaux de sexe et articulation des rapports sociaux
- Serge Wolikow : Les discussions sur le marxisme dans l’Internationale Communiste (1919-1943)
- Vincent Chambarlhac et Jean-Numa Ducange : Les deux cultures : l’histoire du socialisme dans l’affrontement partisan
- Thierry Labica: Que faire des Cultural Studies ? Autour de l’héritage du marxisme britannique dans la théorisation de la culture
- David Harvey : Histoire contra théorie : la méthode de Marx aujourd’hui
- Anne Clerval : La « gentrification » : une lutte de classes dans l’espace urbain?
- Mikail Barah : Un Moyen-Orient en reconstruction : sur les « Révolutions » arabes
- Ian Birchall et Emmanuel Barot : Sartre et l’extrême gauche, Sartre et le marxisme
- Michael Löwy : Marxisme et Romantisme

### 2012
- Stéphanie Roza : Utopie et Révolution: la figure de Gracchus Babeuf
- Michel Pinçon et Monique Pinçon-Charlot : Le Marxisme discrédité dans l’actuelle guerre idéologique : mais jusqu’à quand ?
- Annie Collovald : Populisme, fascisme, extrême-droite ? Sur l’interprétation des liens entre le Front national et les classes populaires
- Claude Serfati et Michel Husson : Le monde capitaliste en crise

1. Les grands groupes capitalistes
2. L’Europe

- Isabelle Garo : Marx et l'art
- Henri Pena-Ruiz : Marx, penseur de notre temps
- Peter Drucker : Trois phases de l’économie politique impérialiste et leurs conséquences pour les formations socio-sexuelles européennes
- Mylène Gaulard : Les dangers de la suraccumulation en Chine : une analyse marxiste
- Fayçal Touati : Hegel et la Terreur. Une lecture marxiste
- Samir Amin : L’implosion du système de la mondialisation néolibérale
- Enrique Dussel : L’actualité de Marx et du marxisme en Amérique latine
- Deniz Uztopa et Isabelle Gouarné : Les scientifiques marxistes français après la Deuxième Guerre mondiale
- Lucien Sève : L’aliénation, concept majeur du Capital, première partie
- Jean Vigreux : La faucille après le marteau. Le communisme aux champs dans l’entre-deux-guerres
- Jean-Numa Ducange : Quelle histoire du marxisme ? Réflexions sur la réception politique et théorique de Marx aux XIXe – XXe siècles

### 2013
- Alain Badiou : Poésie et communisme
- André Tosel : Henri Lefebvre et l’introduction du concept d’aliénation
- Emmanuel Renault : Un épisode mal connu : la rencontre de Mao avec Dewey
- Simone Mazauric : Althusser et la tradition française d’épistémologie historique
- Jacques Bidet : Refonder le marxisme pour comprendre notre temps
- Cédric Durand : En finir avec l’Europe
- Vincent Chanson : Le statut de la critique de l’économie politique dans l’œuvre de Theodor Adorno
- Stéfanie Prézioso : Fascisme italien : un retour aux interprétations marxistes?
- Patrick Massa : Marx et les théories contemporaines de la justice : Rawls, Cohen
- Luc Vincenti : Sur les Grundisse
- Alain Bihr : Pourquoi et comment (re)lire le Capital aujourd’hui?
- Ludovic Hetzel : Présentation du premier tome du Capital
- Stéphanie Roza : Lectures marxistes des auteurs des Lumières
- Anne Durand : Feuerbach et Marx
- Jean Salem : Les manuscrits de 1844
- Jean Salem : Étudier Marx et le marxisme (première partie de l’introduction) : présentation de l’œuvre de Marx
- Jean Salem : Étudier Marx et le marxisme (deuxième partie de l’introduction) : Marx, la politique et l’histoire

### 2014
- Nicolas Tertulian : Lukács, interprète marxiste de Hegel
- Marc Ballanfat : Marx en Inde
- Hugues Lethierry : L’ironie marxiste : Lefebvre, Politzer et les autres
- Stephen Cho : La région Asie-pacifique, au cœur des tensions internationales
- Jean Salem : Itinéraires communistes, présentation du livre de Jean Salem: Résistances. Entretiens avec Aymeric Monville
- Rémy Herrera : La maladie dégénérative de l’économie : le « néoclassicisme »
- Vanessa Codaccioni : Punir les opposants. La répression étatique contre l’extrême gauche, 1947-1973
- Allison Drew et Alain Ruscio : Lutte anticoloniale en Algérie et mouvement ouvrier et démocratique français

1. Marxisme et lutte anticoloniale en Algérie
2. Le Mouvement ouvrier et démocratique français face à la question coloniale, de la Commune à la décolonisation

- Isabelle Gouarné : L’Introduction du marxisme en France. Philosoviétisme et sciences humaines en France dans l’entre-deux-guerres
- Bernard Friot : Une autre lecture de la sécurité sociale et de la fonction publique. Peut-on changer la pratique de la valeur ?
- Michael Löwy : Weber et Marx
- Jean Robelin : Normes éthiques et nécessité scientifique chez Marx
- Roger Keeran : Les causes de la chute de l’Union soviétique
- Domenico Losurdo : Mouvements d’inspiration marxiste et mouvements non violents
- Michel Aglietta : Les transformations de la Chine dans la problématique théorique de la régulation
- Jean Salem : Présentation de l’œuvre de Marx (I)
- Jean Salem : Présentation de l’œuvre de Marx (II)

### 2015
- Domenico Losurdo : Nietzsche, le rebelle aristocratique
- Raphaël Chappé : Penser le droit après Marx. Quelques aspects
- Samir Amin : Lire le Capital, lire les capitalismes historiques
- Luigi-Alberto Sanchi : Empire romain et lutte des classes
- Rémy Herrera : Les relations entre Cuba et les États-Unis
- Enzo Traverso : Marxisme et mémoire
- Maurice Cukierman : La théorie du parti révolutionnaire chez les marxistes
- Valdimiro Giacche : L'unification de l'Allemagne et l'avenir de l'Europe
- Christine Lévy : Marxisme et féminisme au Japon
- Rémy Herrera : Introduction à la théorie de l'État chez Marx et Engels
- Jacques Pauwels : 1914-1945 : de la grande guerre des classes à la fausse bonne guerre
- Jean Salem : Présentation de l’œuvre de Marx

### 2016
- Armando Boito : Crise et tournant politique au Brésil et en Amérique latine
- Catherine Mills : Une histoire marxiste de la pensée économique sur les crises, la suraccumulation et la dévalorisation du capital, une présentation d’après l’œuvre de Paul Boccara : Théories sur les crises, la suraccumulation et la dévalorisation du capital
- Danièle Joly : Femmes, religion, nation: France, Grande-Bretagne
- Franck Fischbach : Comment parler encore de socialisme?
- Stephen Cho et Saenal Jeong : Le Marxisme au XXIe siècle et la question du parti, en Asie et ailleurs
- Hadi Rizk : Le Flaubert de Sartre : la bourgeoisie du second Empire et la haine de l’homme. L’Idiot de la famille, tome 3 : l’œuvre d’art comme expression de l’échec historique
- Danielle Bleitrach et Marianne Dunlop : URSS, vingt ans après. Croquis de voyage et retour de l’Ukraine en guerre
- Jean-François Riaux : Socialistes associationnistes avant Marx, Charles Fourier ou l’utopie d’un nouvel ordre sociétaire, Étienne Cabet ou le communisme utopique
- Domenico Losurdo : La lutte des classes
- Alain Rucio : Pour une histoire réelle du colonialisme
- Domenico Moro : L’élite du pouvoir mondial : le groupe Bilderberg. Une analyse marxiste
- Aymeric Monville : Sur l'œuvre et la pensée de Michel Clouscard
- Annie Lacroix-Riz : Les élites françaises, de la Blitzkrieg à la pax americana (1940-1944)
- Guillaume Suing : Biologie et marxisme : un conflit enfin résolu ?
- Robert Charvin : Comment peut-on être Coréen du Nord ou Russe? L’escamotage de la géopolitique

### 2017
- Jean-Louis Favre : Classes en soi et classes pour soi: idéologie dominante et résistances
- Jean-François Riaux : La société civile selon Hegel et Marx
- Michel Le Thomas : René Vautier, parcours d'un cinéaste engagé
- Michael Löwy : Rosa Luxemburg. La signification méthodologique du mot d’ordre socialisme ou barbarie
- Philippe Touchet : Humanité générique et travail aliéné dans les manuscrits de 1844
- Roland Weyl : Le droit à la lumière du marxisme
- Luigi Sanchi : La bourgeoisie, classe révolutionnaire : la réforme protestante et ses prolongements politiques
- Rémy Herrera : Économie chinoise : le socialisme ou la crise ?
- Abdelaziz Ounis : Qu'est-ce que la géopolitique ?
- Pascale Fautrier : Autour de son roman "Les rouges"
- Laurent Boronian : "Capital et profit" (Manuscrits de 1861-1863), présentation d’un texte de Marx inédit en français :

1. "Capital et profit" (Manuscrits de 1861-1863)
2. La version primitive du livre III du Capital

- Michel Collon : Médiamensonges: transformez votre colère en action!
- Gilda Landini-Guibert : Présentation de son livre "Le fil rouge"
- Michel Gruselle, Annie Lacroix-Riz, Samir Amin : Octobre 1917: la révolution socialiste, victoire sur l’impérialisme, porteuse de progrès

1. Michel Gruselle : Présentation du livre de Jean Salem, "Lénine et la Révolution"
2. Annie Lacroix-Riz : Les pays impérialistes face à la révolution d'octobre: intervention militaire et cordon sanitaire
3. Samir Amin : Révolution d'octobre et mouvements de libération nationale

- Thierry Labica : Ici, notre défaite a commencé. Autour de la grande grève des mineurs britanniques (1984) : un passé qui ne passe pas

### 2018
- Alain Badiou : Marxisme académique et marxisme réel
- Alain Badiou (seconde partie) : Marxisme académique et marxisme réel
- Yannick Bosc : L'économie populaire de Robespierre
- Tony Andréani : Le Parti communiste chinois et le marxisme
- Paulo Nakatani : La situation économique et politique actuelle du Brésil
- Pierre-François Moreau : Sur l’anthropologie du Capital
- Jérôme Maucourant : De l’économie politique à l’anthropologie et l’Histoire
- Thierry Pouch et Edouard Morena : Agriculture et capitalisme
- Jean-François Riaux : Marx ou Le caractère fétiche de la marchandise et son secret – commentaire et résonances littéraires du chapitre 1 du Capital
- Gérard Delmaschio : De la genèse des conquis sociaux de 1936 en France à leur destruction en 1940
- Rémy Herrera : Marx et le colonialisme

### 2019
- Rémy Herrera : Les théories du système mondial (Amin, Wallerstein, Arrighi, Frank) et Marx
- Jacques Bidet: Pour une politique du commun du peuple
- Henry Bernstein: L’Agriculture à l’ère de la mondialisation
- John Smith: L'impérialisme au XXIe siècle
- Daniel Diatkine: Smith et Marx?
- Majed Néhmé: Analyse de la situation en Syrie
- Paulo Nakatani: Marx et le capital fictif
- Catherine Mills: Sur l'oeuvre de Paul Boccara
- Alain Bihr: Le premier âge du capitalisme
- Christian Palloix: Les firmes transnationales
- Hervé Hubert: Freud et Marx
- André-Gilles Latournald: L'ordolibéralisme

### 2020
- Georges Gastaud: Lumières communes
- Hervé Hubert: Marx, Freud et Lénine
- Majed Nehme: La guerre en Syrie et la situation au Moyen-Orient

### 2021
- Alain Bihr: Le premier âge du capitalisme
- Daniel Diatkine: Smith et Marx
- Christian Palloix: Les firmes transnationales
- Christian Tutin: La finance et Hyman Minsky
- André-Gilles Latournald: L’ordolibéralisme
- Gérard Mordillat: La représentation des classes populaires dans le cinéma
- Fabio Frosoni: Gramsci
- Wim Dierckxsens: La géopolitique mondiale
- Catherine Mills: Les politiques sociales

### 2022
- Majed Nehmé: Syrie: résilience, mode d'emploi
- Gérard Mordillat: Sur la représentation des classes populaires au cinéma
- André-Gilles Latournald: Sur l'ordolibéralisme
- Christian Tutin et Anthony de Grandi: Sur la finance, Marx et le moment Minsky
- François Paténéma Sédogo: Sur Heidegger et Marx
- Rémy Herrera: Affronter le courant dominant en économie pour dépasser le capitalisme
- Rémy Herrera: Entrer en résistance en sciences économiques (à propos du livre : Dynamique de l’économie chinoise : croissance, cycles et crises de 1949 à nos jours)
- Isabel Monal: Gramsci, sa validité et sa pertinence pour l’Amérique latine de notre temps
- Ahmed Zoubdi: Quel développement pour le Maroc d’aujourd’hui ?
- Catherine Coquery-Vidrovitch: Les routes de l’esclavage
- Aziz Salmone Fall: Développement auto-centré et panafricanisme : de Samir Amin à Thomas Sankara
- Al Campbell: Cuba’s economic and political reforms, in the frame of Marx and Engels’ concept of socialism

### 2023
- Michel Gruselle, Cédric Liechti, Jean-Pierre Page et Stéphane Sirot: Quelle CGT et pour quoi faire ?
- Bruno Drweski: Russie - Ukraine : Basculement stratégique, conflits et processus d’intégration eurasiatique
- Viktor Dedaj: Les mécanismes de la désinformation : la crucifixion médiatique de Julian Assange
- Alain Badiou: Formes actuelles du devenir-communiste
- Jean-Marie Harribey: Quelle écologie politique ? Marx nous dit quelque chose…
- Alain Ruscio: Colonisation française (1830-1962) : un essai de bilan
- Patrick Theuret: L’Aufhebung chez Marx : controverse sur la traduction et oppositions philosophiques sur la dialectique et le matérialisme
- Rémy Herrera: Pour une histoire de Cuba, interprétée au prisme de Marx